# Schloss Dondangen
Schloss Dondangen (lettisch Dundagas pils) ist ein Schloss in dem Ort Dundaga im lettischen Bezirk Talsi. Der Bau geht auf eine Bischofsburg des Bistums Kurland zurück, die sich zeitweise im Besitz des Rigaer Domkapitels und des Livländischen Ordens befand.

## Geschichte
Am 7. Februar 1245 wurde Kurland vom päpstlichen Legaten Wilhelm von Modena zwischen dem Livländischen Orden und dem Bischof von Riga aufgeteilt, wobei letzterer das Gebiet um Dondangen an das Domkapitel von Riga verlieh. Das heutige Schloss Dondangen wurde dann wahrscheinlich in der zweiten Hälfte des 13. Jahrhunderts vom Domkapitel als Wasserburg errichtet und als solche 1318 erstmals urkundlich als „Donagungis castra“ erwähnt. Das genaue Baujahr ist unbekannt, jedoch weist laut dem Architekten Bernhard Schmid einiges auf die Zeit um 1250 hin.

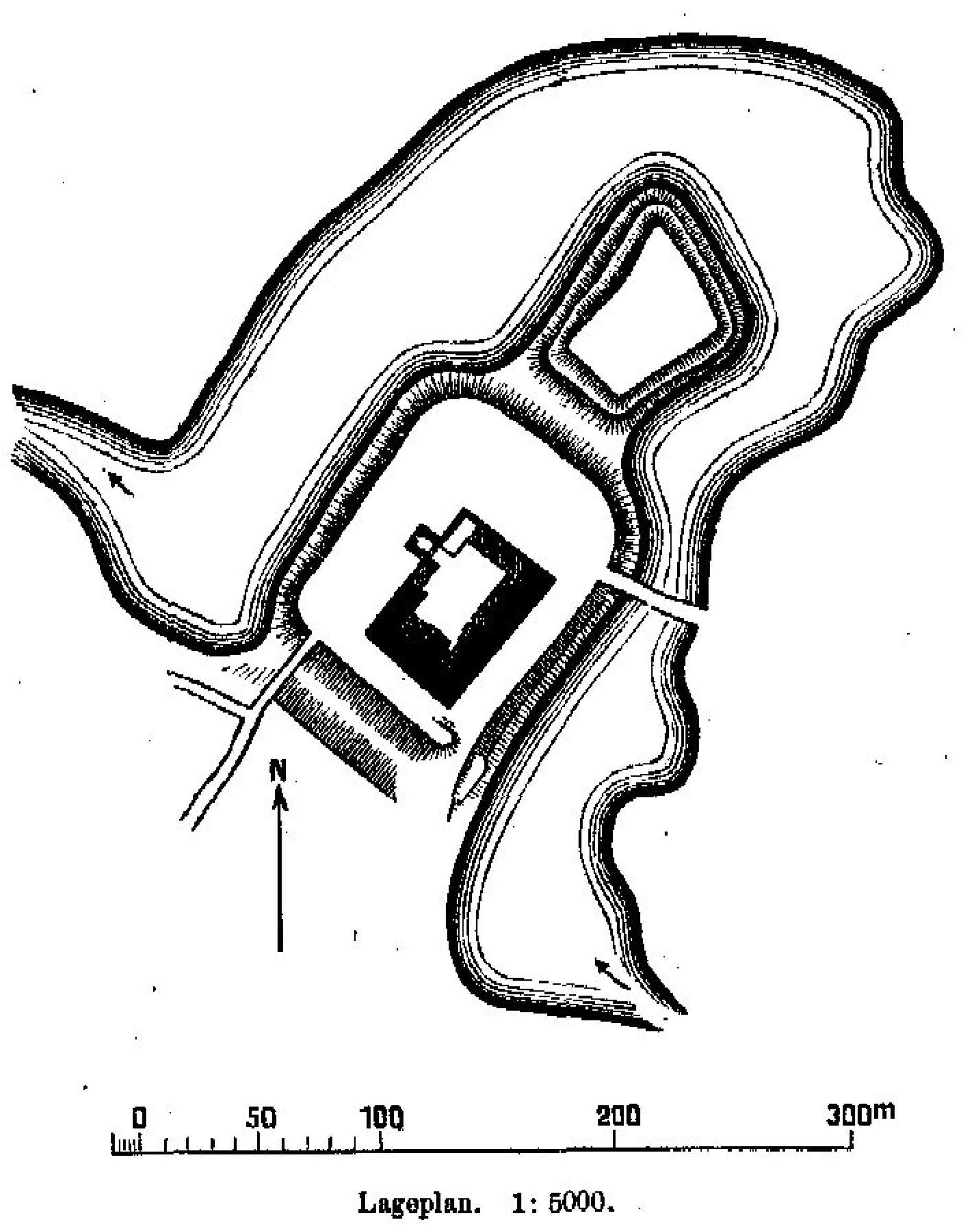
Lageplan mit Schloss Dondangen in der Mitte (schwarz) und einer Halbinsel im Nordosten, beide umflossen vom Fluss Pāce.

Aufgrund der ständigen Machtkämpfe zwischen den Erzbischöfen von Riga und den Landmeistern des Ordens wurde die Burg im 14. Jahrhundert mehrere Male von Ordenstruppen besetzt und geplündert, so erstmals von Anfang 1318 bis 23. Februar desselben Jahres. Dies wiederholte sich 1359 und 1383, ehe die Burg 1389 von Truppen des kurländischen Bischofs Otto erobert wurde.
1434 bzw. 1435 (unterschiedliche Quellen) verkaufte das Rigaer Domkapitel die Burg nach langen Streitigkeiten schließlich an Bischof Johann IV., der daraufhin massiv in die Verteidigung der Burg investierte.
Nach Beginn des Livländischen Krieges verkaufte Bischof Johann V. das Bistum mit der Burg Dondangen 1559 an König Friedrich II. von Dänemark, womit er auch seinen Titel verlor. Der König übergab diese Ländereien seinem Bruder Magnus, dem nun neuen und zugleich letzten Bischof von Kurland, der nun mehrere Personen mit seinem Besitz belehnte. 1582 verlieh Magnus das mittlerweile zerstückelte Gebiet Dondangen für 12.000 Taler an den polnisch-litauischen Kanzler Martin von Bersewitz, der in dieser Zeit fast das gesamte zugesprochene Land wieder vereinigen konnte.
Der Tod von Bischof Magnus löste 1583 den Piltener Erbfolgekrieg aus, da sowohl Dänemark als auch Polen-Litauen den Besitz von Magnus beanspruchten. Im Verlauf des Krieges, der bereits am 20. Dezember 1583 mit einem Waffenstillstand beendet wurde, erlitt Burg Dondangen Beschädigungen durch Kampfhandlungen. In der Folge wurde Dondangen zum polnisch-litauischen Kronlehen, was 1585 nochmal bestätigt wurde.
Am 20. Februar 1588 verkaufte Bersewitz die Burg für 60.000 Rigaer Mark an Levin von Bülow, dem Berater des brandenburgischen Markgrafen, der sie an seinen Sohn, den Landrat Friedrich von Bülow vererbte. Nach dessen Tod 1651 erhielt seine Witwe Anna von Bülow (geb. Osten-Sacken) seinen Besitz. Nach ihrer Heirat mit dem Piltener Starosten Otto Ernst von Maydell gelangte Dondangen in den Besitz der Familie Maydell.
Während des Zweiten Nordischen Kriegs wurde Burg Dondangen letztmalig durch Kämpfe beschädigt, als sie 1656 schwedische Truppen einnahmen. Die Schäden waren gering, sodass die Burg nach dem Krieg schnell wieder instand gesetzt war. Um die Burg weiterhin behalten zu können, musste Maydell Schweden eine hohe Geldsumme zahlen und König Karl X. Gustav die Treue schwören.
Im 17. Jahrhundert begann für Dondangen nach dem Krieg eine Zeit des Wohlstands. Anna Sibylla von Maydell herrschte hier von 1670 bis 1687 und tat sich als gute Verwalterin und erfolgreiche Hauswirtschafterin hervor. Nicht nur die Burg, sondern auch die Umgebung erfuhren eine Zeit intensiver Bautätigkeit. So ließ Anna Sibylla beispielsweise am – bis dato für Seeleute gefährlichen – Kap Kolka einen Leuchtturm und in Sīkrags einen kleinen Hafen mit Werft errichten. Für die Burg in Dondangen begann in dieser Zeit die Transformation zum herrschaftlichen Schloss.
Als die kinderlose Witwe Anna Sibylla 1687 starb, ging das Schloss über Ewald von der Osten-Sacken an ihren Neffen Fürst Carl von der Osten-Sacken, der sich als Förderer Dondangens hervortat; so errichtete er eine Steinkirche für das Dorf anstelle eines hölzernen Vorgängerbaus. Mit dem Tod seiner Witwe und Erbin Fürstin Christiane von der Osten-Sacken im Jahr 1811 erhielt Baron Ferdinand von der Osten-Sacken das Schloss Dondangen.

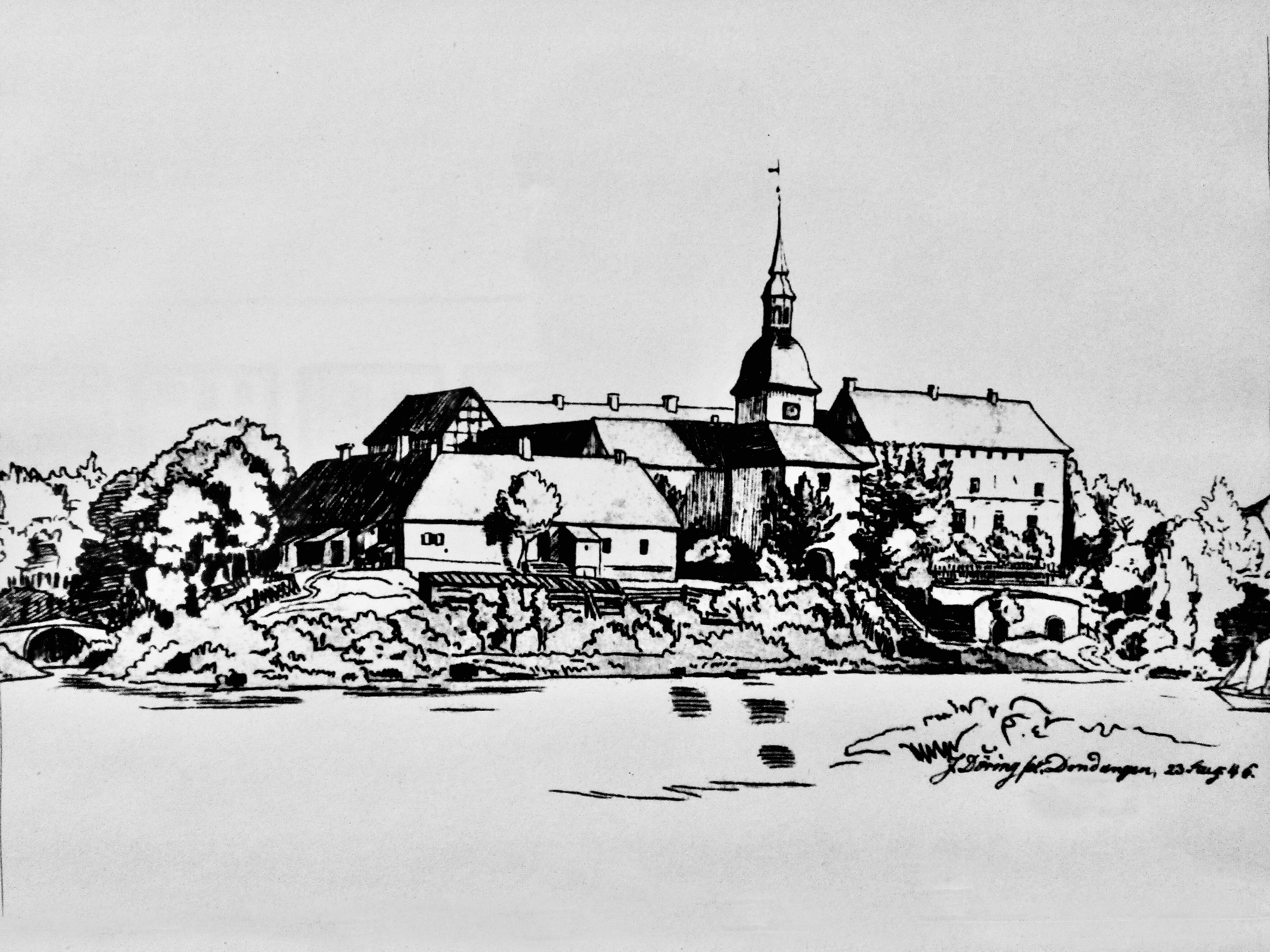
Zeichnung von Schloss Dondagen aus dem 19. Jahrhundert

In der Nacht zum 1. April 1872 brach infolge von Bauernprotesten Feuer im Schloss aus, das vollständig ausbrannte. Der barocke Kapellen-Turm und die kunstvolle Holzgalerie im oberen Stockwerk stürzten ein, wertvolle Möbel und Dokumente wurden unwiederbringlich zerstört. Der damalige Schlossherr, Theodor von der Osten-Sacken, war für seine rücksichtslose und ausbeuterische Einstellung gegenüber den Bauern bekannt. Er forderte 1859 von ihnen die Unterzeichnung neuer Pachtverträge, wodurch sich die Frondienste und Abgaben der Bauern erhöht hätten. Wer sich weigerte, wurde aus seinen Häusern vertrieben und seines Hab und Guts beraubt. Ihr Anführer wurde ausgepeitscht und die protestierenden Bauern mit militärischer Gewalt zur Unterzeichnung der Verträge gezwungen.
Nach dem Brand begann 1873 der Wiederaufbau unter der Leitung des deutschen Architekten Paul Bertschy (lettisch Berči). Dabei wurden zunächst die Kellerräume unter den Gebäuden, sowie der Zugang (eine Steintreppe im Innenhof) mit Schutt und Asche verfüllt. Da nur die dicken Mauern des Schlosses übrig blieben, musste es fast von Grund auf neu aufgebaut werden. Viel ist nicht über die Innenausstattung des fertiggestellten Gebäudes überliefert, bekannt ist jedoch, dass es mit Elementen des damals beliebten Tudorstils wiedererrichtet wurde.
Während der Russischen Revolution von 1905 wurde das Schloss in der Nacht zum 1. Dezember von aufständischen Bauern niedergebrannt. Den Bediensteten wurde dabei erlaubt, den Besitz der Schlossherren vorher in Sicherheit zu bringen.
Als der letzte Schlossherr, Christian von der Osten-Sacken, 1909 mit der Reparatur und dem Umbau von Schloss Dondangen zum modernen Wohnhaus begann, kamen unter Führung des deutschen Architekten Hermann Pfeifer die neuesten technischen Errungenschaften und Baustandards des beginnenden 20. Jahrhunderts zum Einsatz. So wurden bereits 1909 monolithische Stahlbetondecken verwendet und ein Jahr später ein Plan zur Elektrifizierung des Schlosses ausgearbeitet. Es wurden zwei Lastenaufzüge eingebaut, einer neben der Küche zum Transport von Essen in den Speisesaal und einer im südwestlichen Gebäude zum Transport von Brennholz in das 2. Obergeschoss. Nur hier und im nordwestlichen Gebäudeflügel befanden sich noch Holzöfen, die restlichen Wohnräume wurden bereits über eine Zentralheizung versorgt.
Es wurden Elemente des damals populären Neoklassizismus eingebracht, die jedoch weniger konsequent eingefügt wurden, als in vergleichbaren Gebäuden jener Zeit. Umso radikaler waren allerdings die modernen An- und Erweiterungsbauten, die teilweise in starkem Kontrast zur mittelalterlichen Bausubstanz standen. So wurden beispielsweise der südwestliche Gebäudeflügel um ein 2. Obergeschoss aufgestockt und ein Anbau mit Loggia errichtet, ebenso wurde die eindrucksvolle barocke Silhouette des äußeren Burgtor-Vorbaus durch einen schlichten Tudor-Stil-Nachbau ersetzt. Damit das Schloss als Wohngebäude „funktionieren“ konnte, wurden hofseitig an den südwestlichen und südöstlichen Flügel weitere großzügige Anbauten hinzugefügt.
Der Umbau zog sich bis 1914 und wurde dann durch den Ersten Weltkrieg unterbrochen. Die ursprünglich noch geplanten Tennisplätze, Ställe und Reitplatz wurden genauso wenig umgesetzt, wie die vorgesehene Transformation des Schlosses zum Guts-Zentrum unter Einbeziehung von teils heruntergekommenen Gebäuden wie der Kirche, des Pfarrheims und des Kornspeichers – damals eine sehr fortschrittliche Idee.
Während des Lettischen Unabhängigkeitskriegs wurde im Januar 1919 Baron Christian von den Bolschewiken verhaftet und zusammen mit dem Pfarrer von Dondangen nach Tuckum transportiert und erschossen. Im Anschluss wurden sie, zusammen mit anderen Opfern der Bolschewiken, in einem Massengrab begraben.
Nach der Unabhängigkeit Lettlands fiel das Schloss an den Staat; 1926 zog die Regionalverwaltung ein.
Im Herbst 1943 wurde außerhalb von Dondangen mit der Errichtung des SS-Truppenübungsplatzes Seelager begonnen, wobei dessen Kommandantur im Schloss Dondangen eingerichtet wurde. Außerdem sollte eine deutsche „Musterkolonie“ entstehen. Zur Errichtung des Übungsplatzes wurden die Bewohner der Gemeinden Dondangen, Lubessern und Erwahlen zwangsumgesiedelt. Zum Bau wurden mehrere Tausend Zwangsarbeiter aus Westeuropa und dem KZ Riga-Kaiserwald zusammengezogen, darunter auch 6.000 Juden. Mit dem Vorrücken der Roten Armee wurden die Arbeiten im Sommer 1944 abgebrochen.
Die Gründung der Lettischen Sozialistischen Sowjetrepublik nach dem Zweiten Weltkrieg und die darauffolgende Enteignung bedeutete das Ende des „alten“ Guts Dondangen. Der Wald wurde in zwei Forstbetriebe aufgeteilt und das Schloss von einer Militäreinheit der Armee besetzt. Bis 1990 wurde das Gebiet militärisch genutzt und war dementsprechend nur gering besiedelt.
Ab 1945 wurde das Schloss als Schule verwendet, ehe diese 1974 in ein neues Gebäude einzog. In den 1980er und 1990er Jahren fanden im Schloss Renovierungsarbeiten statt.
Heute befindet sich das Schloss im Besitz der lokalen Regierung. Es beherbergt die örtliche Kunst- und Musikschule (seit 1988), ein Kulturzentrum, ein Touristeninformation, eine Jugendherberge für etwa 17 Personen und Räumlichkeiten für Konferenzen, Hochzeiten und sonstige Feiern. Außerdem befinden sich hier die Bibliothek von Dondangen sowie ein Internat für die Sekundarschule (seit 1979). Heute ist das Schloss das kulturelle Zentrum von Dondangen.

## Beschreibung
Burg Dondangen wurde ursprünglich als Wasserburg auf einer Halbinsel errichtet, die von einem Mäander des Flusses Pāce umflossen wird. Unweit der Burg befand sich auf dem nördlichen Teil dieser Halbinsel eine alte kurische Holz-Befestigung oder Siedlung, „Kalna dārzs“ genannt, die wohl noch zur Zeit der Errichtung der Bischofsburg genutzt wurde. Sie lag dort auf einer niedrigen Anhöhe von etwa 55 × 70 m und war räumlich durch einen Wassergraben von der neuen Burg getrennt.

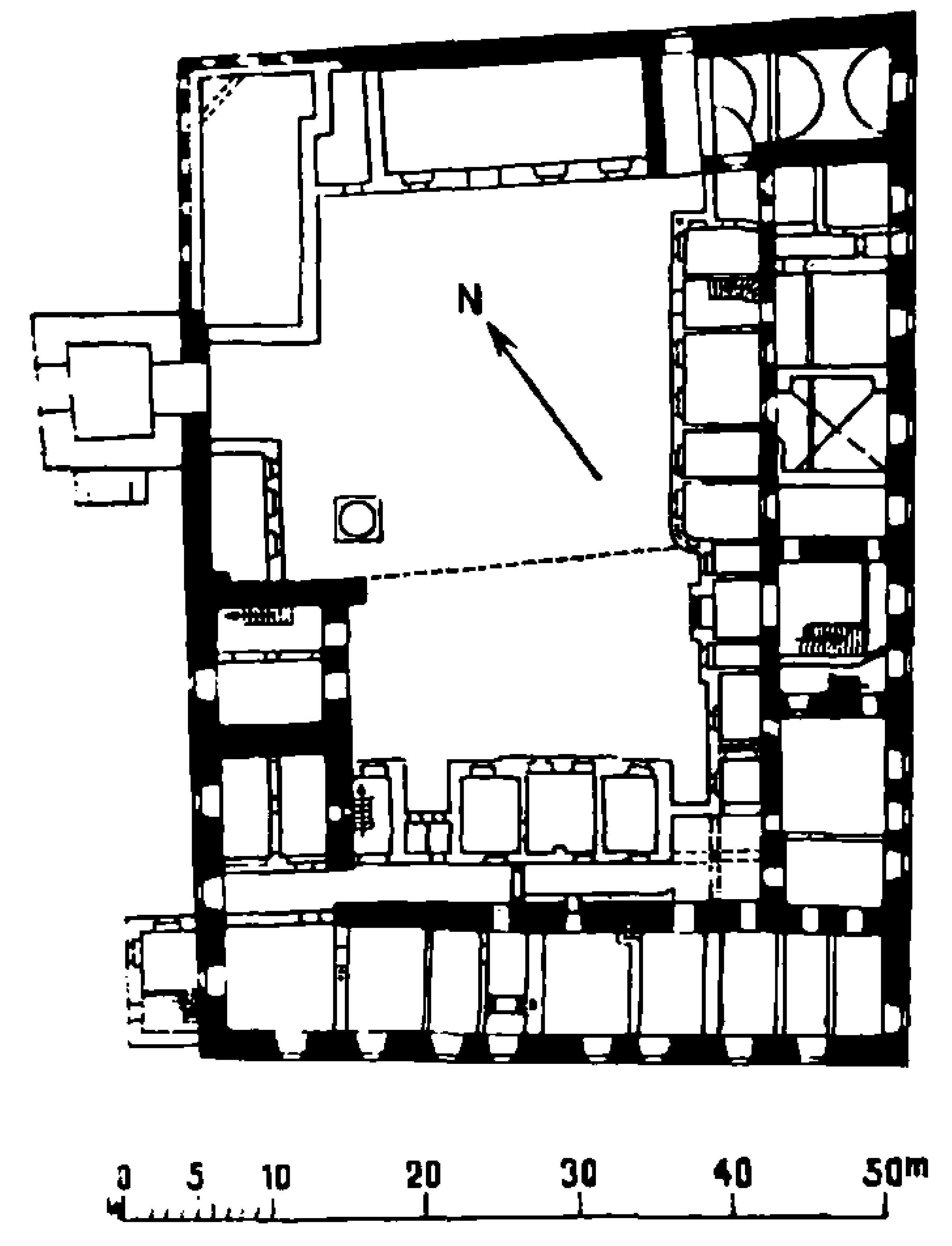
Grundriss des Schlosses Dondangen von 1921. In „schwarz“ die mittelalterlichen Mauern und Erweiterungen bis etwa 1683; die „weißen“ Anbauten wurden später ergänzt.

Die mittelalterliche Burg hatte einen rechteckigen Grundriss von 48 × 69 m und war ungefähr in der Mitte durch eine Mauer getrennt; im südlichen Teil befand sich die Hauptburg (ca. 48 × 37 m), im nördlichen die Vorburg. Diese Aufteilung ist dahingehend äußerst ungewöhnlich, als dass der wichtigste Teil der Burg an der Hauptangriffsseite im Süden angeordnet war, während die untergeordnete Vorburg im gut geschützten Norden lag. Die Hauptburg besaß drei Gebäudeflügel, die zugleich Außenmauer waren. Wie in den meisten anderen Burgen in Lettland waren hier im Erdgeschoss Wirtschafts- und Lagerräume wie Küche, Bäckerei und Waschraum untergebracht, während in den oberen Geschossen die Wohn- und Repräsentationsräume lagen. Im Dachgeschoss waren Waffenlager untergebracht.
Der Zugang zur Burg erfolgte über das Burgtor in der Nordwestmauer der Vorburg und von dort über Tor in der Trennmauer in die Hauptburg. Das Burgtor erlebte im Laufe der Jahrhunderte zahlreiche Umbaumaßnahmen, so erfolgte noch im 14. Jahrhundert der Anbau eines einfachen, flankierenden Torhauses vor der Burgmauer, das später zu einem mächtigen, mehrstöckigen Torturm mit mehreren Schießscharten pro Seite und Geschoss ausgebaut wurde. Zwischen 1681 und 1685 wurden die oberen beiden Geschosse abgetragen und stattdessen ein hölzerner Glockenturm im Stile des Barock aufgesetzt. Aufgrund der Ähnlichkeiten zum Turm der Petrikirche in Riga wird angenommen, dass auch dieser Entwurf vom Rigaer Stadtbaumeister Rupert Bindenschu stammt. Im Turm wurden zwei Glocken angebracht – eine zur Verkündung der Uhrzeit und eine zur Ankündigung des Gottesdienstes für Gemeindemitglieder.
Der erste größere Ausbau der Burg fand in der zweiten Hälfte des 17. Jahrhunderts statt. So wurde die Trennmauer zur Vorburg abgebrochen, in deren Ostecke sowie entlang der südöstlichen Mauer entstanden gemauerte Wirtschaftsgebäude. Zwischen der nördlichen Ecke und dem Torturm errichtete man 1683 eine neue Kapelle, 1685 erhielt der neue Wirtschaftsflügel ein weiteres Geschoss; die Firsthöhe wurde an die Hauptburg angepasst. Zur selben Zeit erhielt die Burg auf der Innenhofseite eine umlaufende, kunstvoll gestaltete Holzgalerie, die heute wieder in einem kleinen, rekonstruierten Bereich zu sehen ist.
Die besagte Kapelle verfügte über mit Schnitzereien verzierte Holzbänke, einen ähnlich gearbeiteten Beichtstuhl, eine Orgel und eine Vielzahl an Fresken. Später diente sie noch einige Zeit als Lager für Gewürze und Zucker, ehe sie dann ungenutzt allmählich verfiel; 1846 wird sie als „eingestürzt“ beschrieben.
Um 1785 kam es ein weiteres Mal zu bedeutenden Umbauten am Schloss. Der Grundriss der Innenräume wurde neu gestaltet und ein drittes Stockwerk hinzugefügt. An der nordöstlichen Seite der Burg (zwischen der Kapelle und den Nebengebäuden) wurden weitere Gebäude errichtet.
Die südlichen Gebäude der Burg gelten als die ältesten. Sie wurden aus großen Felsbrocken errichtet und besaßen bis zu 3 m dicke Mauern. In späterer Zeit wurden die Mauern als Schalenmauerwerk ausgeführt, außen bestehend aus zwei Ziegelmauern, die innen mit Feldsteinen aufgefüllt wurden. Sowohl beim ursprünglichen Bau des ältesten Teils der Burg als auch bei späteren Umbauten wurden Ziegel verwendet. Das Mauerwerk beidseits des Torturms ist heute bis zu einer Höhe von etwa 3 m nahezu unverändert.
Burg Dondangen diente als Wirtschaftsburg (auch Lagerkastell) hauptsächlich der Lagerung landwirtschaftlicher Abgaben und Güter, bevor diese nach Riga gebracht wurden. Im Vergleich zu anderen Bischofs- oder Ordensburgen in der Region fällt Dondangen durch seine Größe auf. Anfangs gab es hier mehr als 60 Räume, später soll die Zahl sogar auf etwa 100 gewachsen sein, was jedoch nicht belegt ist. Im direkten Vergleich besaß die Ordensburg Windau nur rund 25 Räume bei gleicher Anzahl an Stockwerken.

## Galerie

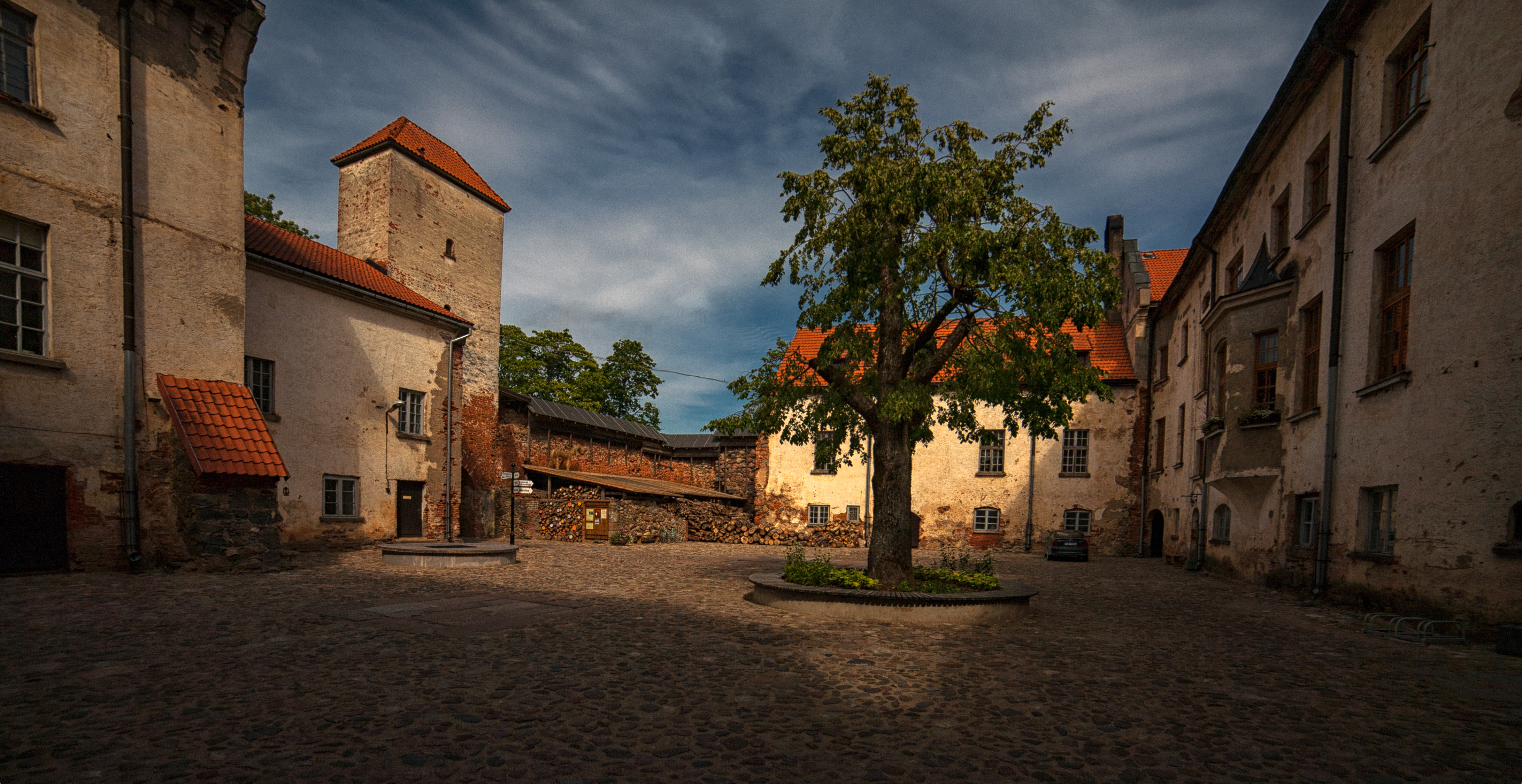
Innenhof mit Blick nach Norden (2015)
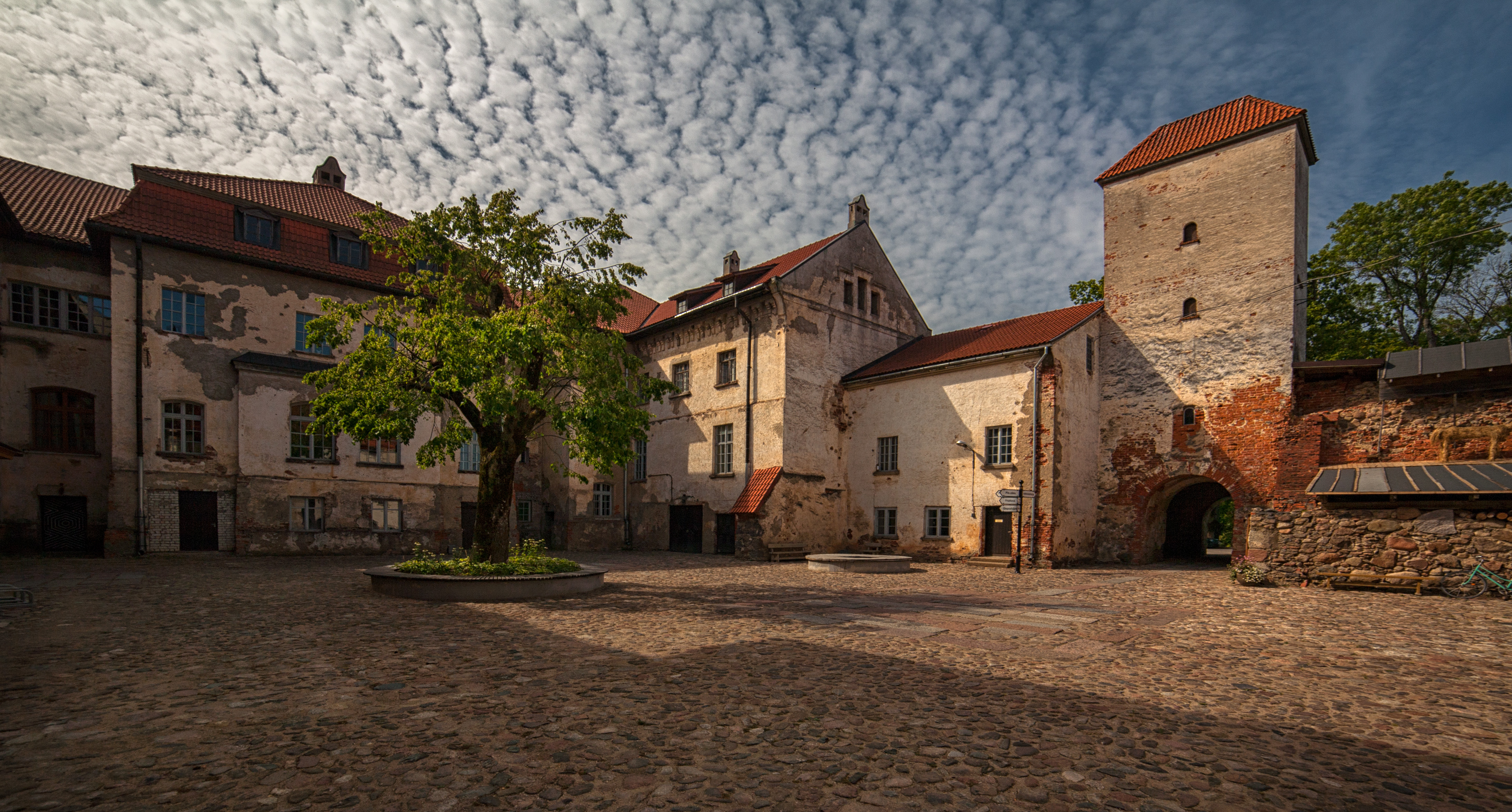
Innenhof mit Blick nach Südosten (2015)
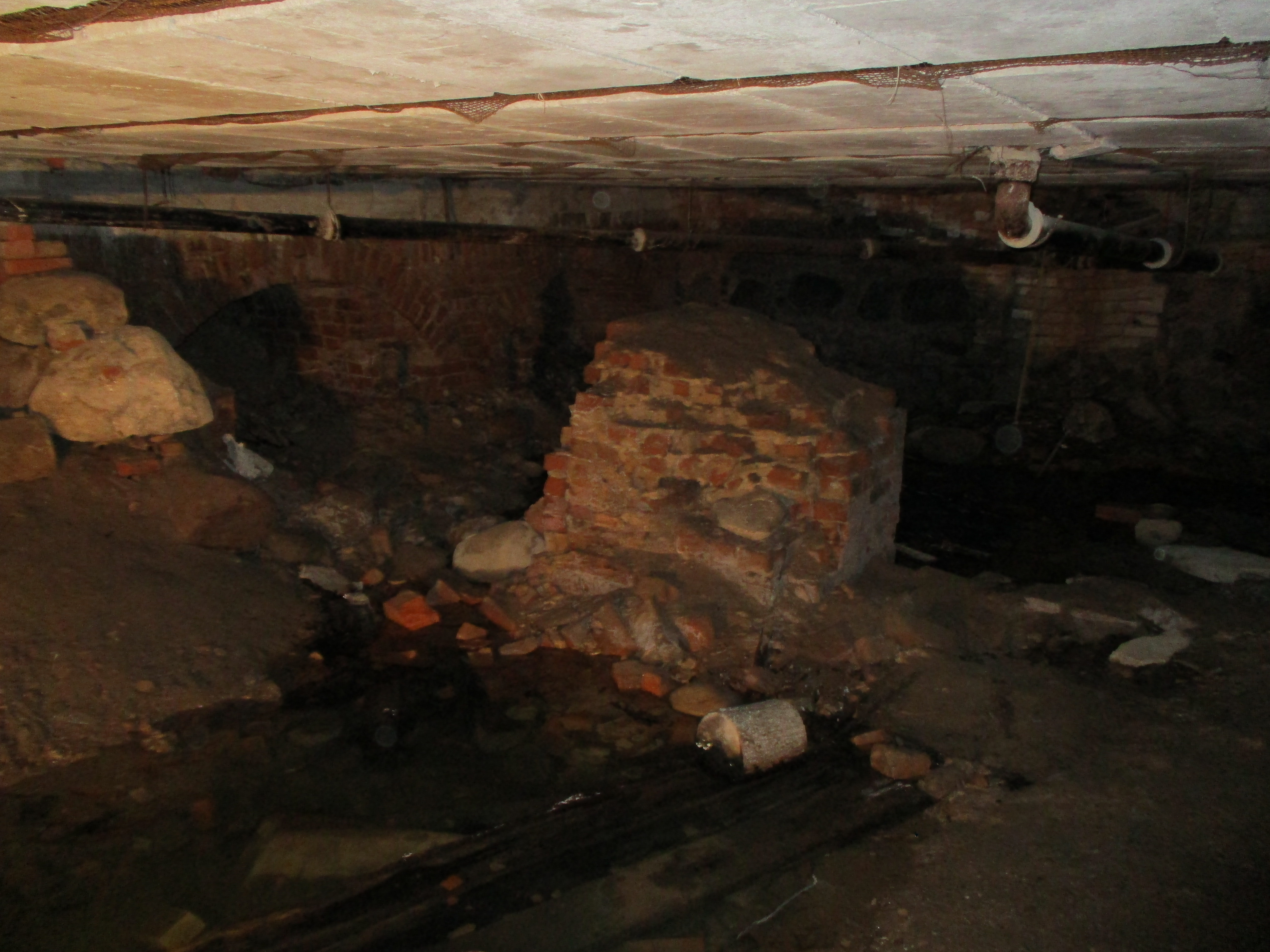
Fundamente unterhalb des Schlosses (2017)
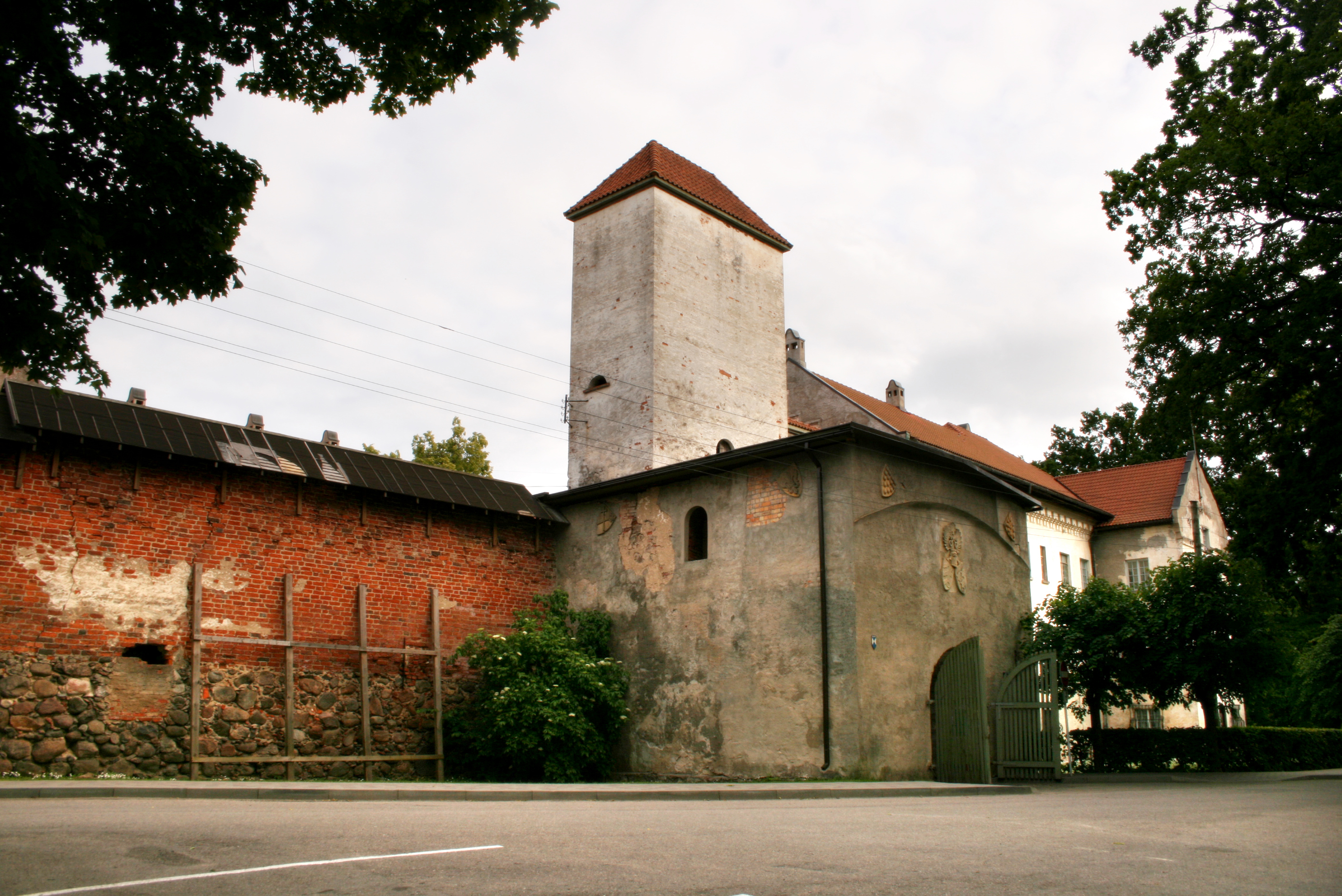
Torturm mit Resten der mittelalterlichen Mauer (2008)
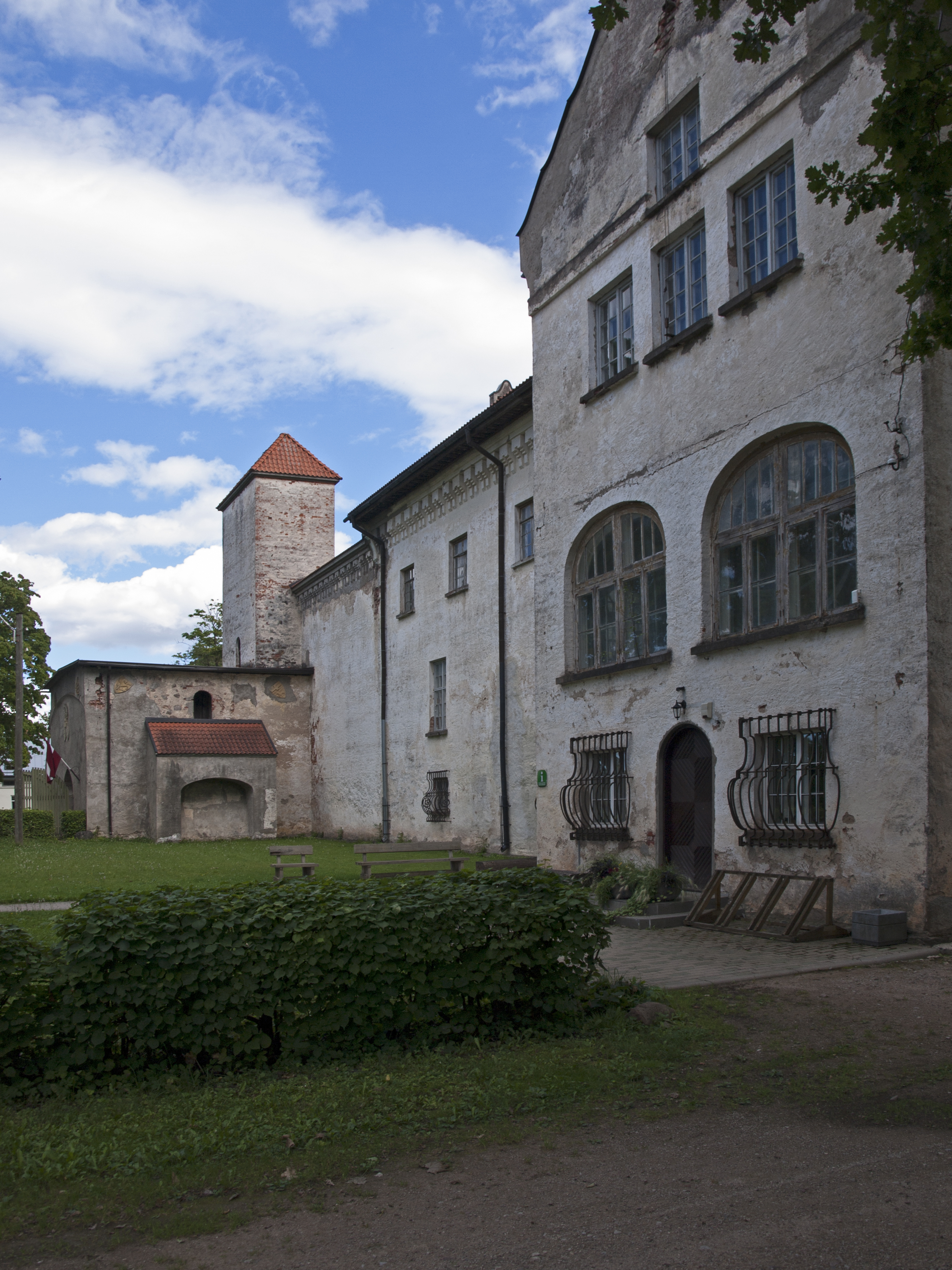
Neuzeitlicher Anbau mit Torturm im Hintergrund (2018)
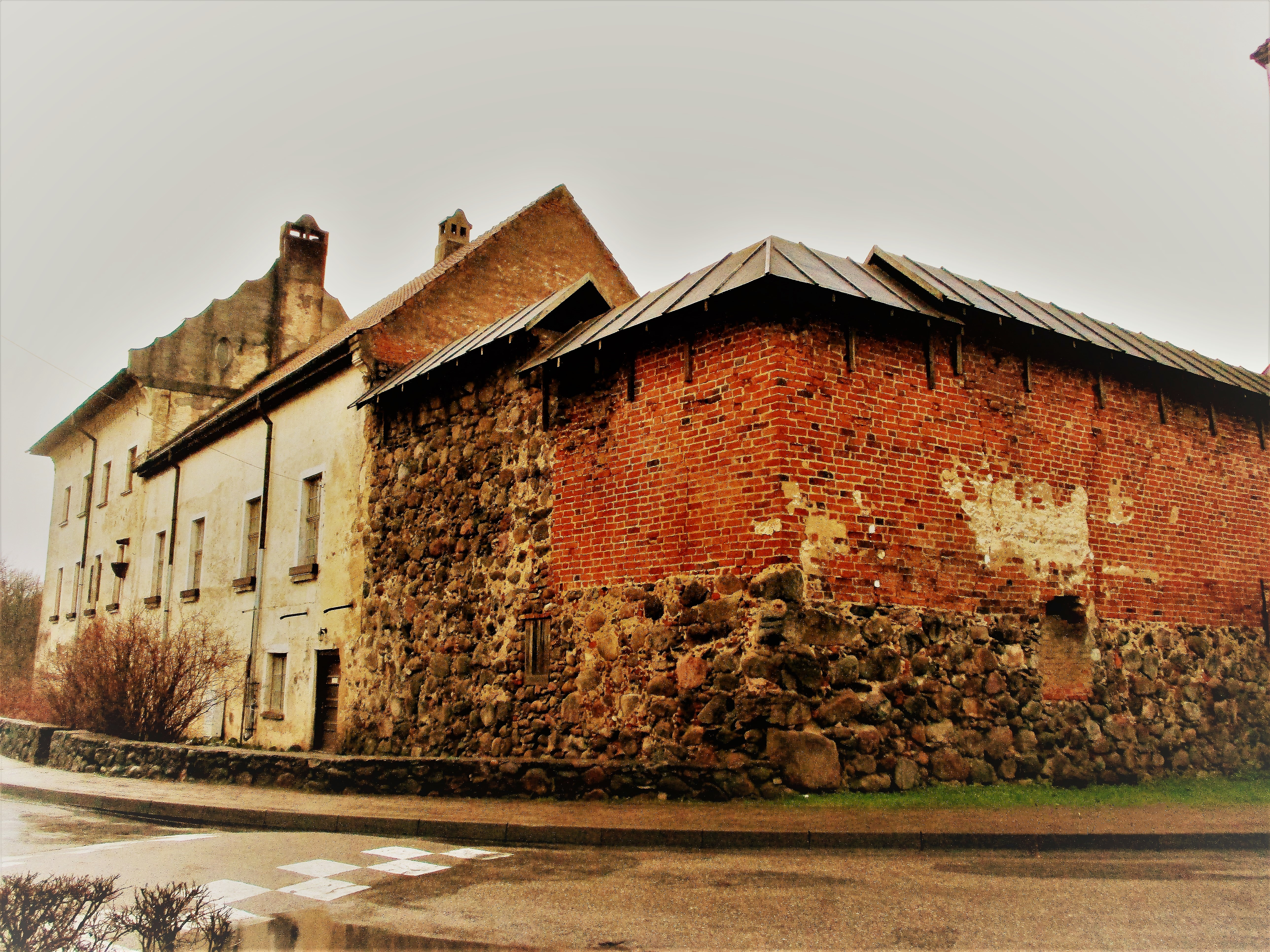
Reste der mittelalterlichen Mauer (2017)